# Prieuré Notre-Dame de Franchard
Le prieuré Notre-Dame de Franchard, ou ermitage de Franchard, est un édifice situé en forêt de Fontainebleau, en France. Anciennement religieux, il est de l'ordre des Trinitaires, suivant la règle de saint Augustin.

## Historique
Cet endroit attira depuis fort longtemps des cénobites. La première chapelle était sous le vocable de saint Alexis de Rome († v.411), puis sous celui de la Vierge. On atteste la présence d'ermites à Franchard dès le XIe siècle.

### XIIesiècle
Le premier ermite est assassiné vers 1180, le second également, entre 1180 et 1194. Un troisième du nom de Guillaume, chanoine régulier de l'église Saint-Euverte d'Orléans, s'y installe, sans tenir compte de l'avis opposé de son ami Étienne de Garlande (v.1070-1150), abbé de l'abbaye Sainte-Geneviève de Paris. Il fait venir d'autres religieux et bientôt l'ermitage devient monastère.
En 1197, le roi de France Philippe Auguste (1165-1223) exige que soit entretenu deux religieux chargés de prier pour le roi et confirme la propriété de cet ermitage à l'abbaye de Saint-Euverte d'Orléans. Guillaume, qui est prêtre, y célèbre l'Eucharistie et reçoit des dons. Après sa mort, il est remplacé par le frère Richard et en 1209 l'ermitage devient un prieuré. 

### XIIIeauXVIesiècles
Un siècle s'écoule dans le calme des prières, puis survient la guerre de Cent Ans qui voit la destruction du monastère. Selon la légende, les moines cachent leur trésor dans la forêt. Le prieuré est détruit en 1354 et sera reconstruit au XVe siècle.

### XVIIesiècle
Le 12 septembre 1626, le peintre Auguste Garondel et ses deux compagnons y sont assassinés.
Le Père Pierre Dan, supérieur du Couvent des Mathurins de Fontainebleau en 1642, fait une description des lieux bien affligeante : « Lieu d'horreur, fort désert et affreux  ».
En 1661, la duchesse de Montpensier Anne-Marie-Louise d'Orléans, raconte dans ses "Mémoires" une promenade que Monsieur frère du roi fit dans les Gorges de Franchard avec sa suite et l'incendie de la forêt qui suit le retour au château avec quatre arpents de bois brûlés. 
Le temps passa sur les ruines de ce prieuré, qui vit passer laïques et religieux en quête de vie anachorétique.
Louis XIV en 1676 donne les ruines du prieuré aux Mathurins de Fontainebleau. Ils sont alors appelés Frères aux ânes :«  Ils ne pouvaient se servir d'autres montures dans les voyages que d'ânes, c'est pourquoi on les appelait autrefois les Frères aux ânes, &: l'on trouve dans un Registre de la Chambre des Comptes à Paris de l'an 1330 que les Religieux du Couvent de Fontainebleau, y sont appelés les frères des ânes de Fontainebleau. Mais par la seconde Règle il leur fut permis de se servir de chevaux, d'acheter de la viande, du poisson et les autres choses nécessaires à la vie. ».
Puis les moines furent victimes des vols, tout au long du XVIIe siècle, puis il y eut des assassinats, les religieux quittèrent les lieux qui devinrent rapidement le repaire d'une bande de brigands qui rançonnaient la région.

### XVIIIesiècle
Ce n'est qu'après plusieurs meurtres, dont le dernier en 1712 qu'un arrêt du Conseil de la Régence en date du 15 février 1717 ordonna la démolition des bâtiments. C'est à cette époque que sont découverts, dans les caves du prieuré, des coffres contenant du tissu qui tomba en poussière à l'ouverture de ceux-ci. Il ne reste plus aujourd'hui qu'un pan de mur de cet ermitage, le long duquel sera construite la maison forestière. Ces vestiges sont inscrits à l'inventaire des monuments historiques le 15 février 1926.
En 1731 l'abbé Pierre Guilbert décrit ce lieu de la façon suivante : «  Les peintures affreuses que les historiens ont faites de la Thébaïde, les antres obscurs qu'ils ont décrits, et les profondes cavernes qu'ils ont représentées, ne paraîtront toujours que des crayons imaginaires à qui n'aura visité le surprenant désert de Franchard ».

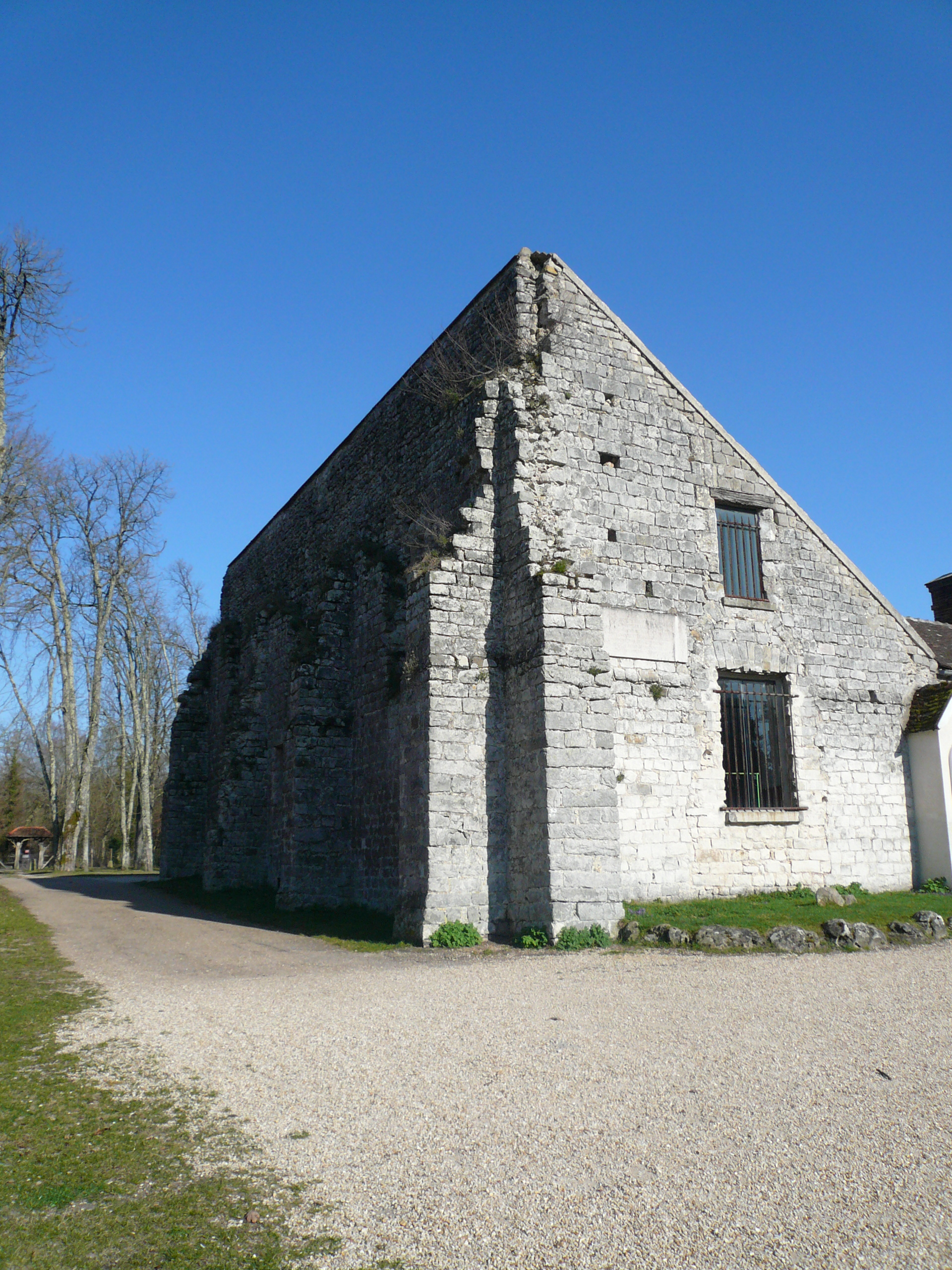
Les vestiges du prieuré de Franchard

C'est à la suite de cela qu'est construite la première maison du garde forestier sous Louis XV. Un oratoire est adjoint à celle-ci au XIXe siècle.

### XIXesiècle
En 1813, pour les commodités du garde forestier l'administration fait creuser un puits à 66 mètres de profondeur, mais celui-ci ne donnera jamais beaucoup d'eau et il sera fermé en 1904.
Claude-François Denecourt (1788-1875), conduit en ces lieux le 14 mai 1847 la duchesse Hélène d'Orléans (1814-1858), et ses deux fils Philippe d'Orléans (1838-1894), âgé de 9 ans et Robert d'Orléans (1840-1910), âgé de 7 ans.

## Architecture
Le prieuré comprend au XIIIe siècle une chapelle, un bâtiment conventuel, le tout ceint de murs et englobant le fontaine des ermites.

### Chapelle
La chapelle est reconstruite après 1676 par les Mathurins de Fontainebleau qui y célèbrent une messe publique le mardi de la Pentecôte, faisant de Franchard un lieu de pèlerinage très fréquenté à cette époque de l'année et le reste du temps un lieu isolé et dangereux. 

### Fontaine des Ermites

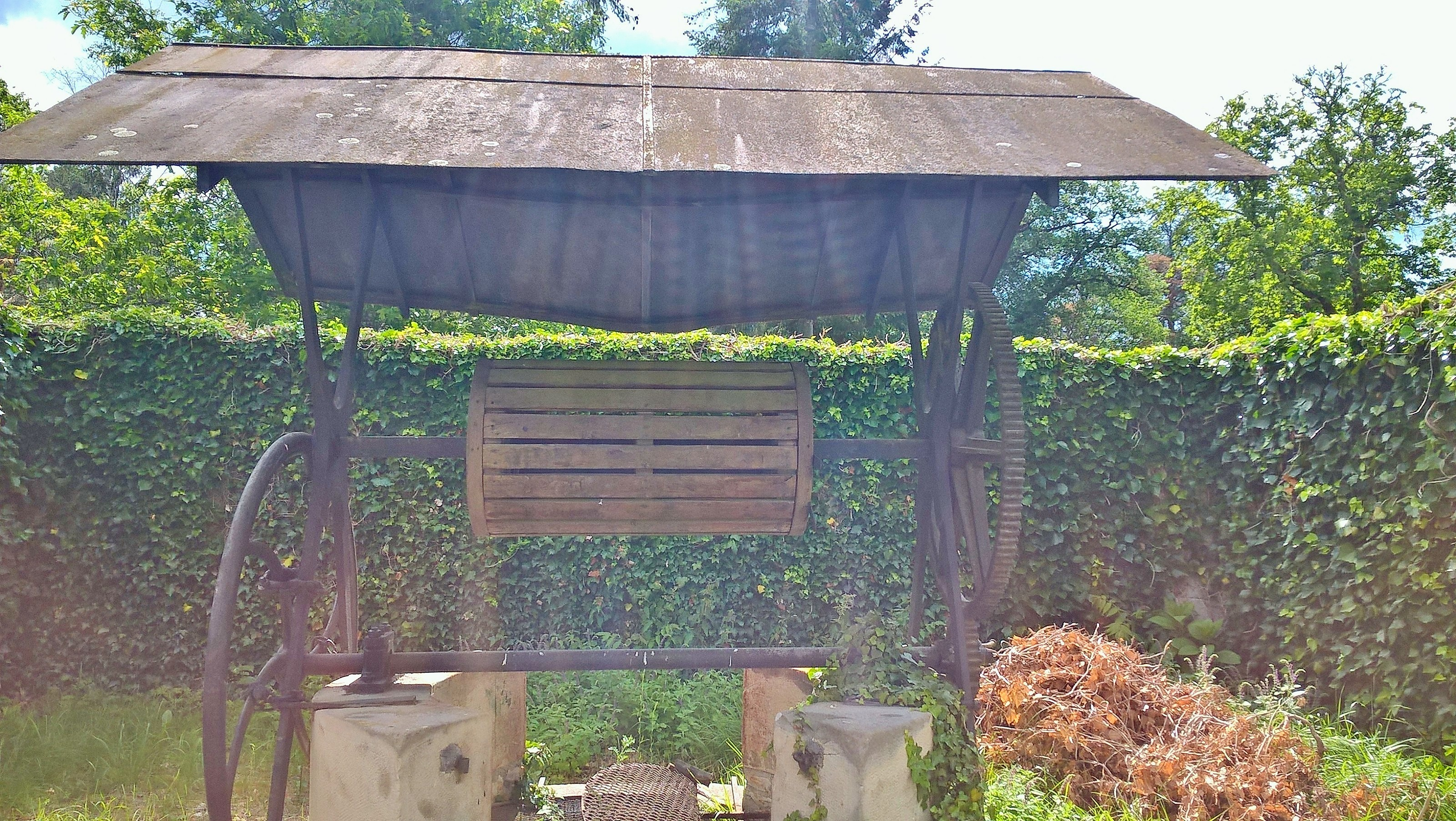
Puits d'exploitation de la fontaine.

Doyenne des fontaines de la forêt de Fontainebleau, l'abbé Étienne en parle dans une lettre écrite au frère Guillaume en 1169 lui disant :«  L'eau n'est ni bonne à boire, ni belle à voir » Sa couleur roussâtre avait aux dires d'un nommé Guérin médecin de Melun en 1630 des vertus curatives fortifiant la vue des enfants et guérir les maux d'yeux. Les mères venaient à la Pentecôte plonger le visage de leurs enfants dans la fontaine.

## Prieurs
- vers 1194-1200 : Guillaume
- vers 1200 : Richard

## Religieux et visiteurs célèbres
- Adèle de Champagne (1140-1223), mère de Philippe-Auguste, elle visita le monastère.

## Représentations culturelles

### Littérature
- Gustave Flaubert y amène là les deux principaux personnages de son roman : L'Éducation sentimentale, Frédéric et Rosanette.
- George Sand, dans Elle et lui.
- Alfred de Musset, dans La Confession d'un enfant du siècle.

### Iconographie
- Frère Guillaume de Franchard, Galerie des Assiettes du château de Fontainebleau.

### Publications encyclopédiques
- [Flohic 2001] Jean-Luc Flohic, Le Patrimoine des communes de Seine-et-Marne, t. I, Paris, Flohic, mars 2001, 1re éd., 1 507 p. (ISBN 2-842-34100-7), Canton de Fontainebleau, « Fontainebleau », p. 568-580.

### Publications spécialisées
- [Bray 1957] Albert Bray, « Les Ermitages de la forêt de Fontainebleau », Bulletin monumental, Orléans, vol. 115, no 2,‎ 1957, p. 97-109 (ISSN 0007-473X et 2275-5039, OCLC 866803890).
- [Colinet 1895] Charles Colinet, « Ermitages, chapelles, ruines, etc. de la forêt de Fontainebleau », L'Abeille de Fontainebleau, Fontainebleau, vol. 61,‎ 29 mars - 21 juin 1895 (ISSN 2022-7930 et 2534-059X, BNF 32680641, lire en ligne).
- [Dan 1642] Pierre Dan, Le Trésor des merveilles de la maison royale de Fontainebleau, Paris, Sébastien Cramoisy, 1642, 355 p. (lire en ligne).
- Claude-François Denecourt (1788-1875),  Guide du voyageur, 1839
- [Estournet 1913] Gustave Estournet, Les Chartes de Franchard, prieuré de l'ordre de Saint-Augustin, près Fontainebleau, Fontainebleau, Bourges, 1913, 110 p. (lire en ligne )
- [Herbet 1903] Félix Herbet, Dictionnaire historique et artistique de la forêt de Fontainebleau : Routes, carrefours, cantons, gardes, monuments, croix, fontaines, puits, mares, environs, moulins, etc., Fontainebleau, Bourges, 1903, 522 p. (lire en ligne).
- [Hervet et Mérienne 2009] Jean-Pierre Hervet et Patrick Mérienne, Fontainebleau : Une forêt de légendes et de mystères, Rennes, Édilarge - Les Éditions Ouest-France, 17 mars 2009, 144 p. (ISBN 2-737-34741-6), « Le patrimoine forestier bellifontain », p. 27-39.
- Hommage à C-F Denecourt, Fontainebleau, Souvenirs Fantaisies, Paris, Hachette 1885, réédité en 2007 par Pôles d'images, Barbizon
- Jean-Claude Polton,  Franchard, site emblématique de la Forêt de Fontainebleau, dans  Bulletin d'informations de la Société des Amis et Mécènes du Château de Fontainebleau  troisième trimestre 2009, no 11, p. 3-4.